# Lista localităților din Slovenia (D)
Lista localităților din Slovenia care încep cu litera  D.
Lista localităților:
A -
B -
C -
Č -
D -
E -
F -
G -
H -
I -
J -
K -
L -
M -
N -
O -
P -
R -
S -
Š -
T -
U -
V -
Z -
Ž
| Localitate                       | Comună                                   | Imagine |
| -------------------------------- | ---------------------------------------- | ------- |
| Daber                            | Comuna Tolmin                            |         |
| Dalce                            | Comuna Krško                             |         |
| Daljni Vrh                       | Comuna urbană Novo mesto                 |         |
| Dalnje Njive                     | Comuna Črnomelj                          |         |
| Damelj                           | Comuna Črnomelj                          |         |
| Dane pri Divači                  | Comuna Divača                            |         |
| Dane pri Sežani                  | Comuna Sežana                            |         |
| Dane                             | Comuna Loška Dolina                      |         |
| Dane                             | Comuna Ribnica                           |         |
| Dankovci                         | Comuna Puconci                           |         |
| Davča                            | Comuna Železniki                         |         |
| Debeče                           | Comuna Ivančna Gorica                    |         |
| Debenec                          | Comuna Mirna                             |         |
| Debeni                           | Comuna Gorenja vas - Poljane             |         |
| Debro                            | Comuna Laško                             |         |
| Dečina                           | Comuna Črnomelj                          |         |
| Dečja vas pri Zagradcu           | Comuna Ivančna Gorica                    |         |
| Dečja vas                        | Comuna Trebnje                           |         |
| Dečno selo                       | Comuna Brežice                           |         |
| Dedna Gora                       | Comuna Sevnica                           |         |
| Dedni Dol                        | Comuna Ivančna Gorica                    |         |
| Dedni Vrh                        | Comuna Krško                             |         |
| Dednik                           | Comuna Velike Lašče                      |         |
| Dednja vas                       | Comuna Brežice                           |         |
| Dekani                           | Comuna urbană Koper                      |         |
| Dekmanca                         | Comuna Bistrica ob Sotli                 |         |
| Delač                            | Comuna Kostel                            |         |
| Delnice                          | Comuna Gorenja vas - Poljane             |         |
| Depala vas                       | Comuna Domžale                           |         |
| Desenci                          | Comuna Destrnik                          |         |
| Desinec                          | Comuna Črnomelj                          |         |
| Deskle                           | Comuna Kanal                             |         |
| Deskova vas                      | Comuna Črnomelj                          |         |
| Desnjak                          | Comuna Ljutomer                          |         |
| Destrnik                         | Comuna Destrnik                          |         |
| Dešeča vas                       | Comuna Žužemberk                         |         |
| Dešen                            | Comuna Moravče                           |         |
| Devina                           | Comuna Slovenska Bistrica                |         |
| Dežno pri Makolah                | Comuna Makole                            |         |
| Dežno pri Podlehniku             | Comuna Podlehnik                         |         |
| Dilce                            | Comuna Postojna                          |         |
| Dilici                           | Comuna urbană Koper                      |         |
| Divača                           | Comuna Divača                            |         |
| Divči                            | Comuna Komen                             |         |
| Dob pri Šentvidu                 | Comuna Ivančna Gorica                    |         |
| Dob                              | Comuna Domžale                           |         |
| Dobe                             | Comuna Kostanjevica na Krki              |         |
| Dobec                            | Comuna Cerknica                          |         |
| Dobeno                           | Comuna Brežice                           |         |
| Dobeno                           | Comuna Mengeš                            |         |
| Dobindol                         | Comuna Dolenjske Toplice                 |         |
| Dobja vas                        | Comuna Ravne na Koroškem                 |         |
| Dobje pri Lesičnem               | Comuna Šentjur                           |         |
| Dobje pri Planini                | Comuna Dobje                             |         |
| Dobje                            | Comuna Gorenja vas - Poljane             |         |
| Dobje                            | Comuna Grosuplje                         |         |
| Dobje                            | Comuna Litija                            |         |
| Doblar                           | Comuna Kanal                             |         |
| Doblatina                        | Comuna Laško                             |         |
| Dobletina                        | Comuna Nazarje                           |         |
| Dobležiče                        | Comuna Kozje                             |         |
| Dobliče                          | Comuna Črnomelj                          |         |
| Doblička Gora                    | Comuna Črnomelj                          |         |
| Dobova                           | Comuna Brežice                           |         |
| Dobovec pri Ponikvi              | Comuna Šentjur                           |         |
| Dobovec pri Rogatcu              | Comuna Rogatec                           |         |
| Dobovec                          | Comuna Trbovlje                          |         |
| Dobovica                         | Comuna Litija                            |         |
| Dobovlje                         | Comuna Domžale                           |         |
| Dobovo                           | Comuna urbană Novo mesto                 |         |
| Dobrava ob Krki                  | Comuna Krško                             |         |
| Dobrava pod Rako                 | Comuna Krško                             |         |
| Dobrava pri Konjicah             | Comuna Slovenske Konjice                 |         |
| Dobrava pri Kostanjevici         | Comuna Kostanjevica na Krki              |         |
| Dobrava pri Stični               | Comuna Ivančna Gorica                    |         |
| Dobrava pri Škocjanu             | Comuna Škocjan                           |         |
| Dobrava                          | Comuna Izola                             |         |
| Dobrava                          | Comuna Križevci                          |         |
| Dobrava                          | Comuna Ormož                             |         |
| Dobrava                          | Comuna Radeče                            |         |
| Dobrava                          | Comuna Radlje ob Dravi                   |         |
| Dobrava                          | Comuna Trebnje                           |         |
| Dobravica pri Velikem Gabru      | Comuna Trebnje                           |         |
| Dobravica                        | Comuna Ig                                |         |
| Dobravica                        | Comuna Radovljica                        |         |
| Dobravica                        | Comuna Šentjernej                        |         |
| Dobravlje                        | Comuna Ajdovščina                        |         |
| Dobravlje                        | Comuna Sežana                            |         |
| Dobravšce                        | Comuna Gorenja vas - Poljane             |         |
| Dobrič                           | Comuna Polzela                           |         |
| Dobrije                          | Comuna Ravne na Koroškem                 |         |
| Dobrina                          | Comuna Šentjur                           |         |
| Dobrina                          | Comuna Žetale                            |         |
| Dobriša vas                      | Comuna Žalec                             |         |
| Dobriška vas                     | Comuna Oplotnica                         |         |
| Dobrljevo                        | Comuna Zagorje ob Savi                   |         |
| Dobrna                           | Comuna Dobrna                            |         |
| Dobrnež                          | Comuna Slovenske Konjice                 |         |
| Dobrnič                          | Comuna Trebnje                           |         |
| Dobro Polje                      | Comuna Ilirska Bistrica                  |         |
| Dobro Polje                      | Comuna Radovljica                        |         |
| Dobrova pri Dravogradu           | Comuna Dravograd                         |         |
| Dobrova pri Prihovi              | Comuna Oplotnica                         |         |
| Dobrova                          | Comuna urbană Celje                      |         |
| Dobrova                          | Comuna Dobrova - Polhov Gradec           |         |
| Dobrova                          | Comuna Krško                             |         |
| Dobrovce                         | Comuna Miklavž na Dravskem Polju         |         |
| Dobrovlje pri Mozirju            | Comuna Mozirje                           |         |
| Dobrovlje                        | Comuna Braslovče                         |         |
| Dobrovlje                        | Comuna Zreče                             |         |
| Dobrovnik                        | Comuna Dobrovnik                         |         |
| Dobrovo                          | Comuna Brda                              |         |
| Dobrovščak                       | Comuna Ormož                             |         |
| Dobruša                          | Comuna Vodice                            |         |
| Dobruška vas                     | Comuna Škocjan                           |         |
| Dogoše                           | Comuna urbană Maribor                    |         |
| Doklece                          | Comuna Majšperk                          |         |
| Dokležovje                       | Comuna Beltinci                          |         |
| Dol pod Gojko                    | Comuna Vojnik                            |         |
| Dol pri Borovnici                | Comuna Borovnica                         |         |
| Dol pri Hrastniku                | Comuna Hrastnik                          |         |
| Dol pri Hrastovljah              | Comuna urbană Koper                      |         |
| Dol pri Laškem                   | Comuna Laško                             |         |
| Dol pri Ljubljani                | Comuna Dol pri Ljubljani                 |         |
| Dol pri Pristavi                 | Comuna Šmarje pri Jelšah                 |         |
| Dol pri Stopercah                | Comuna Majšperk                          |         |
| Dol pri Šmarjeti                 | Comuna Šmarješke Toplice                 |         |
| Dol pri Šmarju                   | Comuna Šmarje pri Jelšah                 |         |
| Dol pri Trebnjem                 | Comuna Trebnje                           |         |
| Dol pri Vogljah                  | Comuna Sežana                            |         |
| Dol                              | Comuna Gornji Grad                       |         |
| Dol                              | Comuna Kočevje                           |         |
| Dol                              | Comuna Krško                             |         |
| Dol                              | Comuna Medvode                           |         |
| Dolanci                          | Comuna Komen                             |         |
| Dolane                           | Comuna Cirkulane                         |         |
| Dole pod Sveto Trojico           | Comuna Moravče                           |         |
| Dole pri Krašcah                 | Comuna Moravče                           |         |
| Dole pri Litiji                  | Comuna Litija                            |         |
| Dole pri Polici                  | Comuna Grosuplje                         |         |
| Dole pri Škofljici               | Comuna Škofljica                         |         |
| Dole                             | Comuna Idrija                            |         |
| Dole                             | Comuna Metlika                           |         |
| Dole                             | Comuna Šentjur                           |         |
| Dolena                           | Comuna Videm                             |         |
| Dolenci                          | Comuna Šalovci                           |         |
| Dolenčice                        | Comuna Gorenja vas - Poljane             |         |
| Dolenja Brezovica                | Comuna Brezovica                         |         |
| Dolenja Brezovica                | Comuna Šentjernej                        |         |
| Dolenja Dobrava                  | Comuna Gorenja vas - Poljane             |         |
| Dolenja Dobrava                  | Comuna Trebnje                           |         |
| Dolenja Lepa vas                 | Comuna Krško                             |         |
| Dolenja Nemška vas               | Comuna Trebnje                           |         |
| Dolenja Pirošica                 | Comuna Brežice                           |         |
| Dolenja Podgora                  | Comuna Črnomelj                          |         |
| Dolenja Ravan                    | Comuna Gorenja vas - Poljane             |         |
| Dolenja Stara vas                | Comuna Šentjernej                        |         |
| Dolenja Trebuša                  | Comuna Tolmin                            |         |
| Dolenja vas pri Artičah          | Comuna Brežice                           |         |
| Dolenja vas pri Čatežu           | Comuna Trebnje                           |         |
| Dolenja vas pri Črnomlju         | Comuna Črnomelj                          |         |
| Dolenja vas pri Krškem           | Comuna Krško                             |         |
| Dolenja vas pri Mirni Peči       | Comuna Mirna Peč                         |         |
| Dolenja vas pri Polhovem Gradcu  | Comuna Dobrova - Polhov Gradec           |         |
| Dolenja vas pri Polici           | Comuna Grosuplje                         |         |
| Dolenja vas pri Raki             | Comuna Krško                             |         |
| Dolenja vas pri Temenici         | Comuna Ivančna Gorica                    |         |
| Dolenja vas                      | Comuna Cerknica                          |         |
| Dolenja vas                      | Comuna Divača                            |         |
| Dolenja vas                      | Comuna urbană Novo mesto                 |         |
| Dolenja vas                      | Comuna Prebold                           |         |
| Dolenja vas                      | Comuna Ribnica                           |         |
| Dolenja vas                      | Comuna Zagorje ob Savi                   |         |
| Dolenja vas                      | Comuna Železniki                         |         |
| Dolenja Žetina                   | Comuna Gorenja vas - Poljane             |         |
| Dolenjci                         | Comuna Črnomelj                          |         |
| Dolenje Brdo                     | Comuna Gorenja vas - Poljane             |         |
| Dolenje Dole                     | Comuna Škocjan                           |         |
| Dolenje Gradišče pri Šentjerneju | Comuna Šentjernej                        |         |
| Dolenje Gradišče                 | Comuna Dolenjske Toplice                 |         |
| Dolenje Grčevje                  | Comuna urbană Novo mesto                 |         |
| Dolenje Jesenice                 | Comuna Šentrupert                        |         |
| Dolenje Jezero                   | Comuna Cerknica                          |         |
| Dolenje Kališče                  | Comuna Velike Lašče                      |         |
| Dolenje Kamenje pri Dobrniču     | Comuna Trebnje                           |         |
| Dolenje Kamenje                  | Comuna urbană Novo mesto                 |         |
| Dolenje Karteljevo               | Comuna urbană Novo mesto                 |         |
| Dolenje Kronovo                  | Comuna Šmarješke Toplice                 |         |
| Dolenje Laknice                  | Comuna Mokronog - Trebelno               |         |
| Dolenje Lakovnice                | Comuna urbană Novo mesto                 |         |
| Dolenje Medvedje Selo            | Comuna Trebnje                           |         |
| Dolenje Mokro Polje              | Comuna Šentjernej                        |         |
| Dolenje Otave                    | Comuna Cerknica                          |         |
| Dolenje Podpoljane               | Comuna Ribnica                           |         |
| Dolenje Poljane                  | Comuna Loška Dolina                      |         |
| Dolenje Polje                    | Comuna Dolenjske Toplice                 |         |
| Dolenje Ponikve                  | Comuna Trebnje                           |         |
| Dolenje pri Jelšanah             | Comuna Ilirska Bistrica                  |         |
| Dolenje Radulje                  | Comuna Škocjan                           |         |
| Dolenje Selce                    | Comuna Trebnje                           |         |
| Dolenje Skopice                  | Comuna Brežice                           |         |
| Dolenje Sušice                   | Comuna Dolenjske Toplice                 |         |
| Dolenje Vrhpolje                 | Comuna Šentjernej                        |         |
| Dolenje Zabukovje                | Comuna Mokronog - Trebelno               |         |
| Dolenje                          | Comuna Ajdovščina                        |         |
| Dolenje                          | Comuna Domžale                           |         |
| Dolenje                          | Comuna Sežana                            |         |
| Dolenji Boštanj                  | Comuna Sevnica                           |         |
| Dolenji Globodol                 | Comuna Mirna Peč                         |         |
| Dolenji Lazi                     | Comuna Ribnica                           |         |
| Dolenji Leskovec                 | Comuna Krško                             |         |
| Dolenji Maharovec                | Comuna Šentjernej                        |         |
| Dolenji Novaki                   | Comuna Cerkno                            |         |
| Dolenji Podboršt pri Trebnjem    | Comuna Trebnje                           |         |
| Dolenji Podboršt                 | Comuna Mirna Peč                         |         |
| Dolenji Podšumberk               | Comuna Trebnje                           |         |
| Dolenji Potok                    | Comuna Kostel                            |         |
| Dolenji Radenci                  | Comuna Črnomelj                          |         |
| Dolenji Suhadol                  | Comuna urbană Novo mesto                 |         |
| Dolenji Suhor pri Vinici         | Comuna Črnomelj                          |         |
| Dolenji Vrh                      | Comuna Trebnje                           |         |
| Dolenjske Toplice                | Comuna Dolenjske Toplice                 |         |
| Dolga Brda                       | Comuna Prevalje                          |         |
| Dolga Gora                       | Comuna Šentjur                           |         |
| Dolga Njiva pri Šentlovren       | Comuna Trebnje                           |         |
| Dolga Poljana                    | Comuna Ajdovščina                        |         |
| Dolga Raka                       | Comuna Krško                             |         |
| Dolga vas                        | Comuna Kočevje                           |         |
| Dolga vas                        | Comuna Lendava                           |         |
| Dolge Njive                      | Comuna Gorenja vas - Poljane             |         |
| Dolge Njive                      | Comuna Lenart                            |         |
| Dolgi Laz                        | Comuna Tolmin                            |         |
| Dolgi Vrh                        | Comuna Slovenska Bistrica                |         |
| Dolgo Brdo pri Mlinšah           | Comuna Zagorje ob Savi                   |         |
| Dolgo Brdo                       | Comuna Litija                            |         |
| Dolgo Brdo                       | Comuna urbană Ljubljana                  |         |
| Dolgovaške Gorice                | Comuna Lendava                           |         |
| Dolič                            | Comuna Destrnik                          |         |
| Dolič                            | Comuna Kuzma                             |         |
| Dolina pri Lendavi               | Comuna Lendava                           |         |
| Dolina                           | Comuna Puconci                           |         |
| Dolina                           | Comuna Tržič                             |         |
| Dolje                            | Comuna Tolmin                            |         |
| Dolnja Bistrica                  | Comuna Črenšovci                         |         |
| Dolnja Bitnja                    | Comuna Ilirska Bistrica                  |         |
| Dolnja Briga                     | Comuna Kočevje                           |         |
| Dolnja Košana                    | Comuna Pivka                             |         |
| Dolnja Lokvica                   | Comuna Metlika                           |         |
| Dolnja Paka                      | Comuna Črnomelj                          |         |
| Dolnja Počehova                  | Comuna Pesnica                           |         |
| Dolnja Prekopa                   | Comuna Kostanjevica na Krki              |         |
| Dolnja Stara vas                 | Comuna Škocjan                           |         |
| Dolnja Težka Voda                | Comuna urbană Novo mesto                 |         |
| Dolnje Brezovo                   | Comuna Sevnica                           |         |
| Dolnje Cerovo                    | Comuna Brda                              |         |
| Dolnje Dobravice                 | Comuna Metlika                           |         |
| Dolnje Impolje                   | Comuna Sevnica                           |         |
| Dolnje Ležeče                    | Comuna Divača                            |         |
| Dolnje Ložine                    | Comuna Kočevje                           |         |
| Dolnje Mraševo                   | Comuna Straža                            |         |
| Dolnje Orle                      | Comuna Sevnica                           |         |
| Dolnje Prapreče                  | Comuna Trebnje                           |         |
| Dolnje Retje                     | Comuna Velike Lašče                      |         |
| Dolnje Vreme                     | Comuna Divača                            |         |
| Dolnji Ajdovec                   | Comuna Žužemberk                         |         |
| Dolnji Kot                       | Comuna Žužemberk                         |         |
| Dolnji Križ                      | Comuna Žužemberk                         |         |
| Dolnji Lakoš                     | Comuna Lendava                           |         |
| Dolnji Slaveči                   | Comuna Grad                              |         |
| Dolnji Suhor pri Metliki         | Comuna Metlika                           |         |
| Dolnji Vrh                       | Comuna Šmartno pri Litiji                |         |
| Dolnji Zemon                     | Comuna Ilirska Bistrica                  |         |
| Dolsko                           | Comuna Dol pri Ljubljani                 |         |
| Dol - Suha                       | Comuna Mozirje                           |         |
| Dolšce                           | Comuna Kostanjevica na Krki              |         |
| Dolščaki                         | Comuna Velike Lašče                      |         |
| Dolž                             | Comuna urbană Novo mesto                 |         |
| Domajinci                        | Comuna Cankova                           |         |
| Domanjševci                      | Comuna Šalovci                           |         |
| Dombrava                         | Comuna Renče - Vogrsko                   |         |
| Domžale                          | Comuna Domžale                           |         |
| Donačka Gora                     | Comuna Rogatec                           |         |
| Dorfarje                         | Comuna Škofja Loka                       |         |
| Dornava                          | Comuna Dornava                           |         |
| Dornberk                         | Comuna urbană Nova Gorica                |         |
| Dornice                          | Comuna Vodice                            |         |
| Doropolje                        | Comuna Šentjur                           |         |
| Doslovče                         | Comuna Žirovnica                         |         |
| Dovje                            | Comuna Kranjska Gora                     |         |
| Dovško                           | Comuna Krško                             |         |
| Dovže                            | Comuna Mislinja                          |         |
| Draga pri Sinjem Vrhu            | Comuna Črnomelj                          |         |
| Draga pri Šentrupertu            | Comuna Šentrupert                        |         |
| Draga                            | Comuna Loški potok                       |         |
| Draga                            | Comuna urbană Nova Gorica                |         |
| Draga                            | Comuna Šmarješke Toplice                 |         |
| Draga                            | Comuna Škofja Loka                       |         |
| Draga                            | Comuna Štore                             |         |
| Dragatuš                         | Comuna Črnomelj                          |         |
| Drage                            | Comuna Metlika                           |         |
| Dragočajna                       | Comuna Medvode                           |         |
| Dragomelj                        | Comuna Domžale                           |         |
| Dragomer                         | Comuna Log - Dragomer                    |         |
| Dragomilo                        | Comuna Šmarje pri Jelšah                 |         |
| Dragomlja vas                    | Comuna Metlika                           |         |
| Dragonja vas                     | Comuna Kidričevo                         |         |
| Dragonja                         | Comuna Piran                             |         |
| Dragoši                          | Comuna Črnomelj                          |         |
| Dragotinci                       | Comuna Sveti Jurij ob Ščavnici           |         |
| Dragovanja vas                   | Comuna Črnomelj                          |         |
| Dragovič                         | Comuna Juršinci                          |         |
| Dragovšek                        | Comuna Šmartno pri Litiji                |         |
| Dragučova                        | Comuna Pesnica                           |         |
| Drakovci                         | Comuna Ljutomer                          |         |
| Drakšl                           | Comuna Ormož                             |         |
| Drama                            | Comuna Šentjernej                        |         |
| Dramlja                          | Comuna Brežice                           |         |
| Dramlje                          | Comuna Šentjur                           |         |
| Drankovec                        | Comuna Pesnica                           |         |
| Drašča vas                       | Comuna Žužemberk                         |         |
| Drašiči                          | Comuna Metlika                           |         |
| Dravci                           | Comuna Videm                             |         |
| Dravče                           | Comuna Vuzenica                          |         |
| Dravinjski Vrh                   | Comuna Videm                             |         |
| Dravograd                        | Comuna Dravograd                         |         |
| Dravski Dvor                     | Comuna Miklavž na Dravskem polju         |         |
| Draža vas                        | Comuna Slovenske Konjice                 |         |
| Dražen Vrh - del                 | Comuna Sveta Ana                         |         |
| Dražen Vrh - del                 | Comuna Šentilj                           |         |
| Draženci                         | Comuna Hajdina                           |         |
| Draževnik                        | Comuna Dobrova - Polhov Gradec           |         |
| Dražgoše                         | Comuna Železniki                         |         |
| Dražica                          | Comuna Borovnica                         |         |
| Drbetinci                        | Comuna Sveti Andraž v Slovenskih goricah |         |
| Drča                             | Comuna Šentjernej                        |         |
| Drečji Vrh                       | Comuna Mokronog - Trebelno               |         |
| Dren                             | Comuna Kostel                            |         |
| Drenik                           | Comuna Škofljica                         |         |
| Drenje                           | Comuna Dolenjske Toplice                 |         |
| Drenov Grič                      | Comuna Vrhnika                           |         |
| Drenovec pri Bukovju             | Comuna Brežice                           |         |
| Drenovec pri Leskovcu            | Comuna Krško                             |         |
| Drenovec                         | Comuna Črnomelj                          |         |
| Drenovec                         | Comuna Zavrč                             |         |
| Drensko Rebro                    | Comuna Kozje                             |         |
| Drešinja vas                     | Comuna Žalec                             |         |
| Drevenik                         | Comuna Rogaška Slatina                   |         |
| Drežnica                         | Comuna Kobarid                           |         |
| Drežnik                          | Comuna Črnomelj                          |         |
| Drežnik                          | Comuna Kostel                            |         |
| Drežniške Ravne                  | Comuna Kobarid                           |         |
| Drganja Sela                     | Comuna Straža                            |         |
| Drnovk                           | Comuna Brda                              |         |
| Drnovo                           | Comuna Krško                             |         |
| Drobinsko                        | Comuna Šentjur                           |         |
| Drobočnik                        | Comuna Tolmin                            |         |
| Drobtinci                        | Comuna Apače                             |         |
| Drožanje                         | Comuna Sevnica                           |         |
| Drskovče                         | Comuna Pivka                             |         |
| Drstelja                         | Comuna Destrnik                          |         |
| Drtija                           | Comuna Moravče                           |         |
| Drumlažno                        | Comuna Slovenska Bistrica                |         |
| Drušče                           | Comuna Sevnica                           |         |
| Družina                          | Comuna Zagorje ob Savi                   |         |
| Družinska vas                    | Comuna Šmarješke Toplice                 |         |
| Družmirje                        | Comuna Šoštanj                           |         |
| Drvanja                          | Comuna Benedikt                          |         |
| Dule                             | Comuna Ribnica                           |         |
| Dule                             | Comuna Škocjan                           |         |
| Dunaj                            | Comuna Krško                             |         |
| Dupeljne                         | Comuna Lukovica                          |         |
| Duplje                           | Comuna Vipava                            |         |
| Dutovlje                         | Comuna Sežana                            |         |
| Dvor pri Polhovem Gradcu         | Comuna Dobrova - Polhov Gradec           |         |
| Dvor                             | Comuna Šmartno pri Litiji                |         |
| Dvor                             | Comuna urbană Ljubljana                  |         |
| Dvor                             | Comuna Šmarje pri Jelšah                 |         |
| Dvor                             | Comuna Žužemberk                         |         |
| Dvorce                           | Comuna Brežice                           |         |
| Dvori                            | Comuna urbană Koper                      |         |
| Dvorjane                         | Comuna Duplek                            |         |
| Dvorje                           | Comuna Cerklje na Gorenjskem             |         |
| Dvorje                           | Comuna Moravče                           |         |
| Dvorska vas                      | Comuna Radovljica                        |         |
| Dvorska vas                      | Comuna Velike Lašče                      |         |

Lista localităților:
A -
B -
C -
Č -
D -
E -
F -
G -
H -
I -
J -
K -
L -
M -
N -
O -
P -
R -
S -
Š -
T -
U -
V -
Z -
Ž